# Tobey Maguire
Tobias Vincent „Tobey” Maguire (Santa Monica, Kalifornia, 1975. június 27. –) Golden Globe-díjra jelölt amerikai színész, producer. Filmes pályafutását 1989-ben kezdte. Legismertebb szerepe Peter Parker a Pókember című filmben és folytatásaiban. 
Két Szaturnusz-díjat kapott, köztük a legjobb színésznek járó díjat. 2012-ben alapította meg saját produkciós cégét Material Pictures néven, és még ugyanebben az évben társproducerként részt vett a Jóemberek című filmben. 2014-ben Bobby Fischer szerepét alakította a Gyalogáldozat című filmben, amelynek producere és főszereplője volt.

## Fiatalkora
A Kaliforniai Santa Monicában született. Édesanyja, Wendy titkárnő, forgatókönyvíró és producer, míg édesapja, Vincent Maguire építőipari munkás és szakács. 
A Maguire család gyakran költözött és a kis Tobey mindössze két éves volt, amikor szülei elváltak. Az iskoláit gyakran váltotta és sűrűn kimaradt az iskolából, hogy a színészi karrierjére összpontosítson. A diplomáját a General Educational Development-en tette le, de ekkorra már olyan filmek voltak a háta mögött, mint a Félelem és reszketés Las Vegasban vagy az Árvák hercege.

## Pályafutása

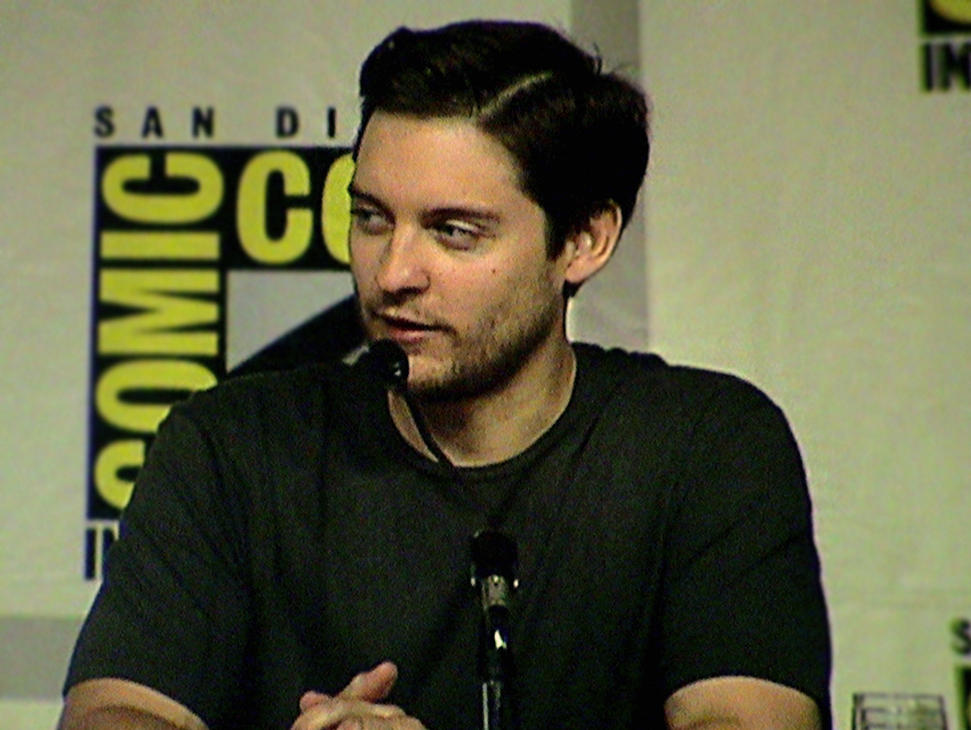
A 2006-os San Diegó-i Nemzetközi Képregény-találkozón

Maguire első megjelenése az 1989-es A varázsló című játékfilmben volt. A filmben ő volt az egyik versenytárs egy videójáték-versenyen. Ezután mint gyerekszínész olyan sorozatokban tűnt fel egy-egy epizód erejéig, mint a Blossom, Roseanne, vagy a Jake és a dagi. 1993-ban egy meghallgatáson szemben találta magát az akkor szintén feltörekvő színésszel, Leonardo DiCaprióval. Összebarátkoztak és együtt játszhattak, az akkorra már bőven befutott Robert De Niróval az Ez a fiúk sorsában. Ezután olyan kis költségvetésű filmekben játszott, mint A remény városa, a Mi a f... van  és a Joyride – Halálos utazás. Számára nem voltak nagy filmek, de legalább kezdte felismerni a közönség. 1997-ben megkapta Paul Hood, a tizenéves bentlakásos diák szerepét az Ang Lee által rendezett Jégvihar című filmben. Ez ahhoz vezetett, hogy olyan kasszasikerű filmekben, mint az Agyament Harry, Félelem és reszketés Las Vegasban, Pleasantville vagy az Árvák hercegében játszhatott igencsak fontos szerepeket.
2000-ben a Wonder Boys – Pokoli hétvége című filmért már igen komoly filmkritikusok is megdicsérték. Majdnem 10 év után ismét Leonardo DiCaprioval játszott együtt a Don kocsmájában. 2002-ben aztán megkapta Peter Parker / Pókember szerepét a Pókemberben. Maguire nem is volt hálátlan, igen komolyan felkészült a szerepre, aminek meg is lett az eredménye: a film 681,7 millió dolláros bevételt hozott, Maguireből világsztár lett.
A Pókember után már válogathatott a szerepei közül (Vágta, A jó német). Persze ezek mellett leforgatták vele a Pókember 2. és a Pókember 3. részeket is. 2009-ben Jim Sheridan filmjében, a Testvérekben megkapta élete első Golden Globe jelölését és ezzel elérte, hogy megszerettesse magát mind a közönséggel, mind pedig a kritikusokkal.
2013-ban A nagy Gatsby című nagysikerű filmben ő alakította Nick Carraway-t. A 2014-es Gyalogáldozat c. életrajzi filmben ő játszotta a főszereplő Bobby Fischer sakklegendát.
2021-ben kisebb szerepet kapott a Pókember: Nincs hazaútban, ahol az általa korábban eljátszott Peter Parkert alakította.

## Magánélete

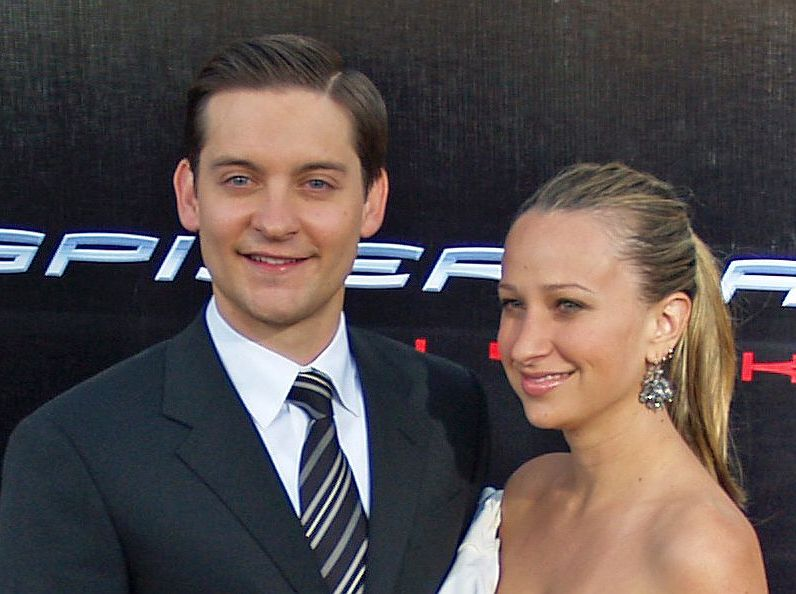
Tobey Maguire és Jennifer Meyer 2007-ben

Tobey Maguire házasságban élt (2007. szeptember 3. óta) Jennifer Meyerrel, akitől két gyermeke született: lányuk Ruby (2006. november 10.) és fiuk Otis Tobias (2009. május 8.). 2016. október 18-án a pár bejelentette, hogy különválnak kilenc év házasság után. A válókeresetet Meyer hivatalosan 2020-ban nyújtotta be.
Maguire 1992 óta vegetáriánus. A filmszerepek kedvéért változtatott az étrendjén, hogy hízzon vagy fogyjon: a Vágta forgatásához drasztikusan csökkentette a kalóriabevitelét, majd a Pókember 2. forgatásához gyorsan növelte, hogy ismét visszaszedje súlyát. 19 éves kora óta józan, miután tizenéves korában "némi nehézségei" voltak az alkohollal.

## Filmográfia

### Film

#### Producer

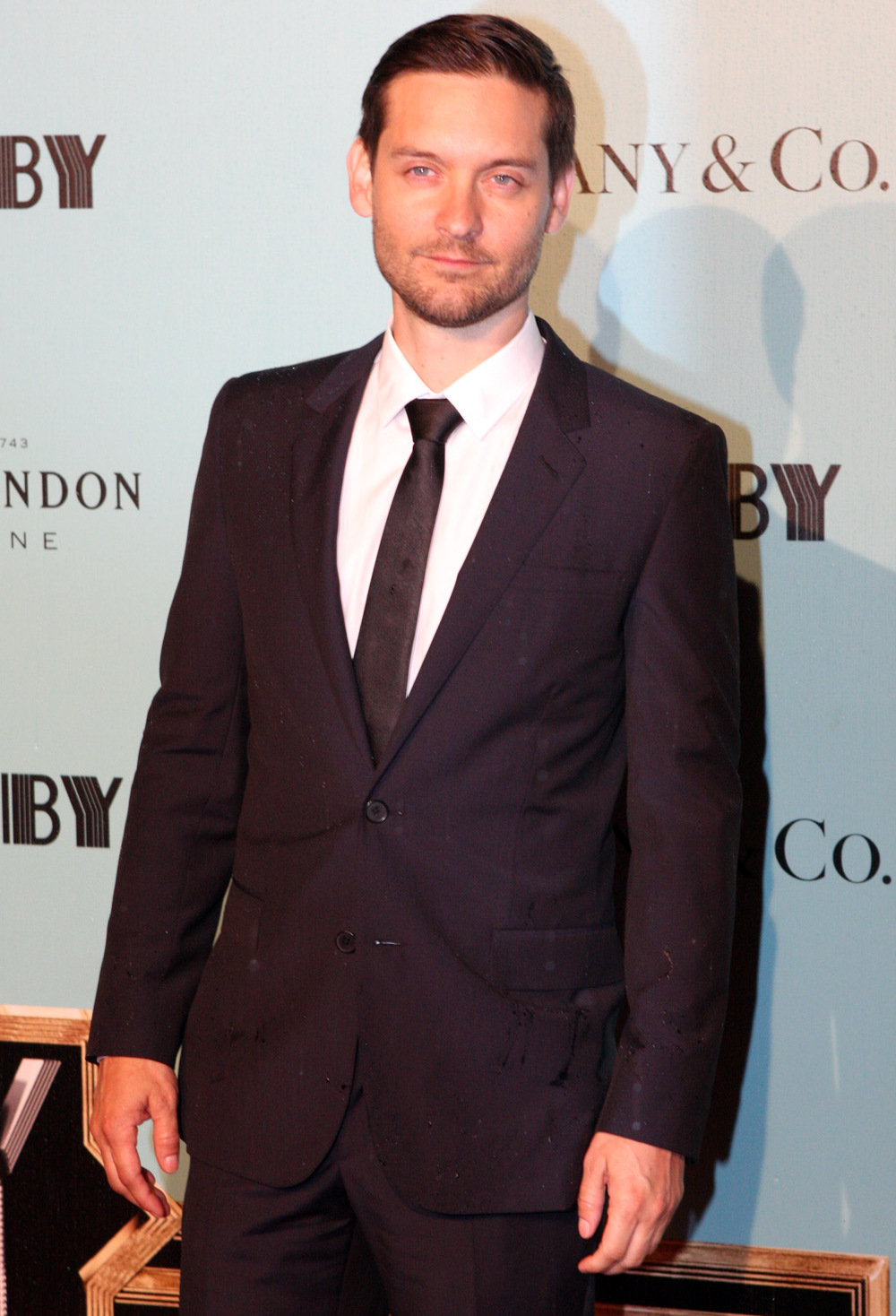
A nagy Gatsby premierjén, 2013-ban

| Év   | Magyar cím            | Eredeti cím              | Megjegyzések        |
| ---- | --------------------- | ------------------------ | ------------------- |
| 2002 | Az utolsó éjjel       | 25th Hour                | filmproducer        |
| 2003 | Vágta                 | Seabiscuit               | vezető filmproducer |
| 2011 | Reflektorfény         | Country Strong           | filmproducer        |
| 2011 | A bosszú jogán        | Seeking Justice          | filmproducer        |
| 2012 | Mindörökké Rock       | Rock of Ages             | filmproducer        |
| 2014 | Jóemberek             | Good People              | filmproducer        |
| 2014 | Gyalogáldozat         | Pawn Sacrifice           | filmproducer        |
| 2015 | Z, mint Zakariás      | Z for Zachariah          | filmproducer        |
| 2016 | Az 5. hullám          | The 5th Wave             | filmproducer        |
| 2019 |                       | Brittany Runs a Marathon | filmproducer        |
| 2019 | Ez dukál!             | Get Duked!               | filmproducer        |
| 2019 | Ellenségek legjobbika | The Best of Enemies      | filmproducer        |
| 2020 |                       | The Violent Heart        | filmproducer        |
| 2021 | Senki                 | Nobody                   | vezető filmproducer |
| 2022 | Babylon               | Babylon                  | vezető filmproducer |

#### Színész
| Év   | Magyar cím                        | Eredeti cím                         | Szerep                                         | Magyar hang      |
| ---- | --------------------------------- | ----------------------------------- | ---------------------------------------------- | ---------------- |
| 1989 | A varázsló                        | The Wizard                          | videójáték-versenyző (stáblistán nem szerepel) |                  |
| 1993 | Ez a fiúk sorsa                   | This Boy's Life                     | Chuck Bolger                                   |                  |
| 1994 |                                   | Revenge of the Red Baron            | Jimmy Spencer                                  |                  |
| 1994 | Mi a f... van                     | S.F.W.                              | Al                                             | Simonyi Balázs   |
| 1994 |                                   | Healer                              | tinédzser                                      |                  |
| 1997 | Jégvihar                          | The Ice Storm                       | Paul Hood                                      | Molnár Levente   |
| 1997 | Agyament Harry                    | Deconstructing Harry                | Harvey Stern                                   | Markovics Tamás  |
| 1997 | Joyride – Halálos utazás          | Joyride                             | J.T.                                           |                  |
| 1998 | Félelem és reszketés Las Vegasban | Fear and Loathing in Las Vegas      | stoppos                                        | Hujber Ferenc    |
| 1998 | Pleasantville                     | Pleasantville                       | David                                          | Markovics Tamás  |
| 1999 | Árvák hercege                     | The Cider House Rules               | Homer Wells                                    | Hujber Ferenc    |
| 1999 | A pokol lovasai                   | Ride with the Devil                 | Jake Roedel                                    | Debreczeny Csaba |
| 2000 | Wonder Boys – Pokoli hétvége      | Wonder Boys                         | James Leer                                     | Dévai Balázs     |
| 2001 | Don kocsmája                      | Don's Plum                          | Ian                                            | Simonyi Balázs   |
| 2001 | Kutyák és macskák                 | Cats & Dog                          | Lou (hangja)                                   | Csőre Gábor      |
| 2002 | Pókember                          | Spider-Man                          | Peter Parker / Pókember                        | Csőre Gábor      |
| 2003 | Vágta                             | Seabiscuit                          | Red Pollard                                    | Csőre Gábor      |
| 2003 | Vágta                             | Seabiscuit                          | Red Pollard                                    | Tóth Barnabás    |
| 2004 | Pókember 2.                       | Spider-Man 2                        | Peter Parker / Pókember                        | Csőre Gábor      |
| 2006 | A jó német                        | The Good German                     | Patrick Tully tizedes                          | Csőre Gábor      |
| 2007 | Pókember 3.                       | Spider-Man 3                        | Peter Parker / Pókember                        | Csőre Gábor      |
| 2008 | Trópusi vihar                     | Tropic Thunder                      | önmaga (cameo)                                 | nem szólal meg   |
| 2009 | Testvérek                         | Brothers                            | Sam Cahill százados                            | Molnár Levente   |
| 2011 | Apró részletek                    | The Details                         | Jeff Lang                                      | Csőre Gábor      |
| 2013 | A nagy Gatsby                     | The Great Gatsby                    | Nick Carraway                                  | Csőre Gábor      |
| 2013 | Nyárutó                           | Labor Day                           | idősebb Henry Wheeler                          | Csőre Gábor      |
| 2014 | Gyalogáldozat                     | Pawn Sacrifice                      | Bobby Fischer                                  | Joó Gábor        |
| 2017 | Bébi úr                           | The Boss Baby                       | Tim felnőttként / narrátor (hangja)            | Hamvas Dániel    |
| 2021 | Pókember: Nincs hazaút            | Spider-Man: No Way Home             | Peter Parker / Pókember                        | Csőre Gábor      |
| 2022 | Babylon                           | Babylon                             | James McKay                                    | Csőre Gábor      |
| 2023 | Pókember: A pókverzumon át        | Spider-Man: Across the Spider-Verse | Peter Parker / Pókember (archív felvétel)      | nem szólal meg   |

### Televízió
| Év   | Magyar cím            | Eredeti cím                                         | Szerep             | Megjegyzések                      |
| ---- | --------------------- | --------------------------------------------------- | ------------------ | --------------------------------- |
| 1989 |                       | Rodney Dangerfield: Opening Night at Rodney's Place | fiú                | tévéfilm                          |
| 1990 |                       | Tales from the Whoop: Hot Rod Brown Class Clown     | Hot Rod Brown      | tévéfilm                          |
| 1990 |                       | 1st & Ten                                           | Chad               | 1 epizód                          |
| 1991 |                       | Blossom                                             | névtelen fiú       | 1 epizód                          |
| 1991 | Roseanne              | Roseanne                                            | Jeff               | 1 epizód                          |
| 1991 | Jake meg a dagi       | Jake and the Fatman                                 | Terry Fitzroy      | 1 epizód                          |
| 1991 |                       | Eerie, Indiana                                      | Tripp McConnell    | 1 epizód                          |
| 1992 |                       | Great Scott!                                        | Scott Melrod       | főszereplő (13 epizód)            |
| 1994 | Walker, a texasi kopó | Walker, Texas Ranger                                | Duane Parsons      | 1 epizód                          |
| 1994 | A remény városa       | Spoils of War                                       | Martin             | tévéfilm                          |
| 1994 | Gyermekkönnyek        | A Child's Cry for Help                              | Peter Lively       | tévéfilm                          |
| 1996 | Az őrület vonzalmában | Seduced by Madness                                  | Chuck Borchardt    | tévéfilm                          |
| 1996 |                       | Duke of Groove                                      | Rich Cooper        | tévéfilm                          |
| 2000 | Saturday Night Live   | Saturday Night Live                                 | önmaga (házigazda) | 1 epizód                          |
| 2014 |                       | The Spoils of Babylon                               | Devon              | főszereplő és producer (6 epizód) |

### Videójátékok
| Év   | Cím          | Szerep                           |
| ---- | ------------ | -------------------------------- |
| 2002 | Spider-Man   | Peter Parker / Pókember (hangja) |
| 2004 | Spider-Man 2 | Peter Parker / Pókember (hangja) |
| 2007 | Spider-Man 3 | Peter Parker / Pókember (hangja) |

## Fontosabb díjak és jelölések
- 2009: Testvérek – jelölés: Amerikai Fantázia és Horrorfilmek Akadémia-díj (2010) – Legjobb színész
jelölés: Prims-díj (2010) – Legjobb színész
jelölés: Teen Choice-díj (2010) – Kedvenc drámai színész
jelölés: Golden Globe-díj (2010) – legjobb férfi főszereplő (filmdráma)
- 2007: Pókember 3. – jelölés: MTV Movie Awards (2008) – Legjobb küzdelmi jelenet "(James Franco)"
jelölés: People's Choice-díj (2008) – Kedvenc filmes páros "(Kirsten Dunst)"
jelölés: Nemzeti Mozi-díj (2007) – Legjobb férfi alakítás
jelölés: Teen Choice-díj (2007) – Kedvenc akció színész
jelölés: Teen Choice-díj (2007) – Kedvenc filmes csapat
jelölés: Teen Choice-díj (2007) – Kedvenc filmes páros "(Kirsten Dunst)"
jelölés: Teen Choice-díj (2007) – Kedvenc tánc
- 2004: Pókember 2. – díj: Amerikai Fantázia és Horrorfilmek Akadémia-díj (2005) – Legjobb színész
jelölés: Empire-díj (2005) – Legjobb színész
jelölés: Kids' Choice-díj (2005) – Kedvenc mozi színész
jelölés: People's Choice-díj (2005) – Kedvenc filmes páros "(Kirsten Dunst)"
- 2003: Vágta – jelölés: Filmszínész Egyesület-díj (2004) – Legjobb filmes csapat
- 2002: Pókember – díj: MTV Movie Awards (2003) – Legjobb csók "(Kirsten Dunst)"
díj: Teen Choice-díj (2002) – Kedvenc akció/dráma színész
díj: Teen Choice-díj (2002) – Kedvenc csók "(Kirsten Dunst)"
jelölés: Amerikai Fantázia és Horrorfilmek Akadémia-díj (2003) – Legjobb színész
jelölés: Kids' Choice-díj (2003) – Kedvenc mozi színész
jelölés: MTV Movie Awards (2003) – Legjobb színész
jelölés: Teen Choice-díj (2002) – Kedvenc filmes páros "(Kirsten Dunst)"
- 2000: Wonder Boys – Pokoli hétvége – díj: Torontoi Filmkritikusok Egyesülete (2000) – Legjobb mellékszereplő
jelölés: Phoenixi Filmkritikusok Egyesülete (2001) – Legjobb mellékszereplő
jelölés: Teen Choice-díj (2000) – Kedvenc hazudozó
- 1999: Árvák hercege – jelölés: Filmszínész Egyesület-díj (2000) – Legjobb filmes csapat
jelölés: Teen Choice-díj (2000) – Kedvenc színész
- 1992: Great Scott! – jelölés: Young Artist-díj (2004) – Legjobb fiatal színész – Új televíziós sorozatban

## Fordítás
- Ez a szócikk részben vagy egészben  a   Tobey Maguire című angol Wikipédia-szócikk fordításán alapul.  Az eredeti cikk szerkesztőit annak laptörténete sorolja fel. Ez a jelzés csupán a megfogalmazás eredetét és a szerzői jogokat jelzi, nem szolgál a cikkben szereplő információk forrásmegjelöléseként.

## Forrásjegyzetek
1. ↑  Discogs (angol nyelven). Discogs . (Hozzáférés: 2017. október 9.)
2. ↑  Munzinger Personen (német nyelven). (Hozzáférés: 2017. október 9.)
3. ↑  http://www.imdb.com/date/06-27/
4. ↑  Tobey Maguire and Wife Jennifer Meyer Split After 9 Years of Marriage. People magazine . Time Inc.. (Hozzáférés: 2016. december 3.)
5. ↑  Shepherd, Elena: Jennifer Meyer files for divorce after 4-year split from Tobey Maguire. Yahoo , 2020. október 31.
6. ↑  Stein, Ruthe. „Jim Sheridan directs 'Brothers'”, San Francisco Chronicle, 2009. november 29. (Hozzáférés: 2009. november 25.)
7. ↑  Australians yet to thank Tobey Maguire for their vegetarian butcher. MSNBC.com, 2013. január 30. [2013. június 6-i dátummal az eredetiből archiválva]. (Hozzáférés: 2013. április 22.)
8. ↑  Tobey Maguire rejects Mercedes with leather seats. Mother Nature Network, 2011. október 12. (Hozzáférés: 2013. április 22.)
9. ↑  Tobey Maguire Interview. cinemas-online.co.uk . [2010. november 21-i dátummal az eredetiből archiválva]. (Hozzáférés: 2007. június 17.)
10. ↑  „Tobey sober unlike Gatsby character”, Belfasttelegraph
11. ↑  Tobey Maguire az Internetes Szinkron Adatbázisban (magyarul)